# Tobias Hegewald
Tobias Hegewald (* 3. August 1989 in Neuwied) ist ein deutscher Automobilrennfahrer. Er trat 2009 und 2011 in der Formel 2 an.

## Karriere
Nachdem Hegewald zwischen 1995 und 2004 im Kartsport aktiv gewesen war, wechselte er in den Formelsport und fuhr für zwei Saisons in der deutschen Formel BMW. Nach Platz 20 in der Saison 2005, belegte er 2006 den 13. Gesamtrang. Außerdem ging Hegewald 2005 und 2006 bei jeweils vier Rennen der US-amerikanischen Formel BMW an den Start. 2007 wechselte Hegewald in den Formel Renault 2.0 Eurocup und wurde 13. in der Gesamtwertung. Darüber hinaus war Hegewald in der nordeuropäischen Formel Renault aktiv, in der er den Vizemeistertitel gewann. 2008 blieb Hegewald in den beiden Serien und verbesserte sich im Eurocup auf den fünften Platz in der Gesamtwertung. In der nordeuropäischen Formel Renault wurde er Dritter im Gesamtklassement.
In der Saison 2009 ging Hegewald in der wiederbelebten Formel 2 an den Start. Am dritten Rennwochenende in Spa-Francorchamps zeigte Hegewald sein Potential und gewann beide Rennen von der Pole-Position startend und fuhr zudem die schnellste Rennrunde. Am Saisonende belegte er den sechsten Gesamtrang. Außerdem startete Hegewald an einem Rennwochenende der Formel Renault 3.5. 2010 wechselte Hegewald in die neugegründete GP3-Serie zum deutschen Rennstall RSC Mücke Motorsport. So wie seine Teamkollegen gelang es auch Hegewald nicht in der GP3-Serie auf sich aufmerksam zu machen. Er kam nur zweimal in die Punkte und beendete die Saison auf dem 22. Gesamtrang. Sein Team belegte den letzten Platz in der Teamwertung. Nach dem Ende der GP3-Saison trat er für Motopark Academy bei einem Rennen der Formel-3-Euroserie an. Er erzielte auf Anhieb einen Punkt und belegte den 16. Platz im Gesamtklassement. 2011 kehrte Hegewald in die Formel 2 zurück. Mit zwei Podest-Platzierungen blieb er in der Saison ohne Sieg und wurde Sechster in der Fahrerwertung.

## Statistik

### Karrierestationen
| - 1995–2004: Kartsport - 2005: Deutsche Formel BMW (Platz 20) - 2006: Deutsche Formel BMW (Platz 13) - 2007: Formel Renault 2.0 Eurocup (Platz 13) | - 2007: Nordeuropäische Formel Renault (Vizemeister) - 2008: Formel Renault 2.0 Eurocup (Platz 5) - 2008: Nordeuropäische Formel Renault (Platz 3) - 2009: Formel 2 (Platz 6) | - 2009: Formel Renault 3.5 (Platz 33) - 2010: GP3-Serie (Platz 22) - 2010: Formel-3-Euroserie (Platz 16) - 2011: Formel 2 (Platz 6) |

### Einzelergebnisse in der GP3-Serie
| Jahr | Team                 | 1   | 2   | 3   | 4   | 5   | 6   | 7   | 8   | 9   | 10  | 11  | 12  | 13  | 14  | 15  | 16  | Punkte | Rang |
| ---- | -------------------- | --- | --- | --- | --- | --- | --- | --- | --- | --- | --- | --- | --- | --- | --- | --- | --- | ------ | ---- |
| 2010 | RSC Mücke Motorsport | ESP | ESP | TUR | TUR | ESP | ESP | GBR | GBR | GER | GER | HUN | HUN | BEL | BEL | ITA | ITA | 6      | 22.  |
| 2010 | RSC Mücke Motorsport | 17  | 13  | 16  | 15  | 9   | 29  | 4   | 6   | DNF | DNF | 15  | DNF | 11  | 8   | 10  | 11  | 6      | 22.  |